# Резак (персонаж)
Резак (англ. The Carver) — выдуманный персонаж сериала «Части тела». Появляется во 2-м сезоне и является главным антигероем 3-го сезона.

## Действия маньяка
Маньяк появляется в эпизоде Наоми Гейнс: он представлен зрителям как серийный маньяк в маске, который насилует своих жертв женского пола, а затем уродует им лицо, разрезая щёки и продолжая линию губ. Позже он начинает убивать (хотя среди многочисленных жертв Резака от его рук погибла лишь Риа Рейнольдс, которая сымитировала нападение маньяка, чтобы получить бесплатную операцию) и также насиловать представителей мужского пола.
Резак негативно реагирует на решение Шона МакНамары проводить бесплатные операции для жертв маньяка. Он нападает на Шона в ванной его собственного дома, но лишь режет ему лицо. Резак угрожает убить Шона, если тот проведёт хоть ещё одну операцию. Шон не отказывается от своего решения, и в конце второго сезона Резак в качестве мести насилует и уродует Кристиана.
Перед тем, как изнасиловать или изуродовать свою жертву, Резак всегда произносит одну и ту же фразу: Красота — проклятие мира (англ. Beauty is a curse on the world), иногда добавляя: Она мешает нам разглядеть настоящих монстров (англ. It keeps us from seeing who the real monsters are).

## Мотивы
Вероятно, Резак верит, что физическая красота — это зло, которое нужно уничтожить. Он описывает красоту, как тюрьму, клетку, из которой он освобождает своих жертв. При этом он говорит о нападениях и нанесённых жертвам ранах, как об искусстве — новом типе красоты, которая спасёт мир.

## Жертвы
- 2 неизвестных и сектант Михаил Лефман из Архангельска (до эпизода 2x07 Наоми Гейнс)
- Наоми Гейнс (одноимённый эпизод 2x07 Наоми Гейнс)
- Мистер Рурк (эпизод 2x15 Шон МакНамара)
- Неизвестная женщина (эпизод 2x15 Шон МакНамара)
- Шон МакНамара (эпизод 2x15 Шон МакНамара)
- Кристиан Трой (эпизод 2x16 Джоан Риверз)
- Риа Рейнольдс (эпизод 3x04 Риа Рейнольдс — нападение, 3x05 Грэнвилл Трэпп — найдена мёртвой)
- Кит МакГро (эпизод 3x05 Грэнвилл Трэпп)
- Кимбер Генри (похищена в эпизоде 3x10 Мэдисон Берг, найдена в эпизоде 3x14 Черри Пек)
- 9 девушек из женского общежития (эпизод 3x15 Джоан Риверз)
- Квентин Коста (эпизод 3x15 Квентин Коста) — нападение осуществила Кит МакГро
- Джина Руссо (эпизод 3x15 Квентин Коста)

## Зацепки по делу Резака
- Автор сериала Райан Мёрфи заявил, что маньяк — один из персонажей, уже появившихся в сериале. Он также добавил, что самое страшное, когда таким чудовищем оказывается ваш сосед или кто-то, кто всё время находится рядом с вами.[2]
- Мёрфи подтвердил, что маньяком может быть как мужчина, так и женщина.[2] В предпоследней серии 3 сезона стало известно, что Квентин страдает от генетической болезни, из-за которой он родился без полового члена. В последней серии сезона выясняется, что при изнасиловании маньяк использовал дилдо.

В том же интервью Мёрфи говорит о маньяке как представителе мужского пола (хотя до самого финала истории пол не был известен): Это интересный персонаж, так как то, что он делает мало чем отличается от работы пластического хирурга. И он, и эти врачи буквально разрезают людей и обращаются с ними, как с куском мяса.
- Во время задержания Кристиана по подозрению в убийствах в деле о Резаке, Кит говорит ему, что он мог сымитировать нападение маньяка, так как его порез на шее не стал фатальным — как врач и хирург он знал, куда наносить порезы.
- Во время операции по исправлению рта в последней серии, Квентин находится в большом возбуждении и сильно потеет — все признаки употребления кокаина. Однако это также похоже на возбуждение от нанесённых ран девушкам из женского общежития.
- Когда выясняется, что Риа пыталась обмануть Кристиана, зрители видят, что процедура анестезирования во время операции прошла не по правилам. Похоже, Резак наказал Риа и всех, кто был причастен к операции.

## Личность маньяка
В финале 3 сезона, в эпизоде 15 Квентин Коста, выясняется, что маньяком был напарник Шона и Кристиана, Квентин Коста, которому помогала его сестра — детектив Кит МакГро.

### Подробности сюжета эпизода 3x15

Квентин Коста и его сестра Кит МакГро.

- В небольшой сцене в начале эпизода практически каждый герой сериала одет в костюм Резака и по очереди снимает его маску со своего лица.
- Квентин объясняет несколько эпизодов, которые могли разоблачить его:

- Когда он вместе с Шоном был в баре, он заплатил девушке 100 долларов, чтобы та сделала вид, что занимается оральным сексом с ним.
- В сцене группового секса с Кит, Кристианом и Кимбер, Квентин специально дотронулся до ягодиц Кристиана, чтобы тот занервничал и отказался от секса вчетвером.

- Подозреваемым становится Лиз, после того как во время обыска в её квартире находят дилдо. Кроме того, Резак использует то же лекарство, что и в клинике — Лиз имеет право выписывать его пациентам. Таким образом, у неё был доступ к анестетику. Кит также утверждает, что Лиз могла получить сперму Кристиана из банка и, тем самым, подставить его.
- Из эпизода мы узнаём, что Квентин и Кит — брат и сестра. После убийства Квентина, Кит рассказывает Шону и Кристиану о Квентине и его сестре Вайолет. Они были сиротами, и лицо Вайолет было изуродовано от рождения, поэтому никто не хотел удочерять её. Когда Квентин стал хирургом он исправил лицо сестры и начала мстить всем, кто ставит внешнюю красоту превыше внутренней. Также Кит замечает, что врождённые недостатки, вероятней всего, стали результатом инцестной связи их родителей.
- Кит говорит, что она приехала на вызов, сделанный Джиной и поэтому успела спасти Шона и Кристиана. Однако позже выясняется, что Джина не могла позвонить по телефону — в тот момент она была полностью парализована.
- Герои узнают, что Кит — сестра Квентина уже после того, как она якобы убивает Косту. Об этом им рассказывает директриса сиротского приюта, где жили Квентин и Кит: она удивляется, что хирурги называют сестру Квентина именем Вайолет. На самом деле, девочку звали Кэтрин, но Квентин всегда называл её Кит.
- Позже выясняется, что когда Кит стреляла в Квентина (в сцене, где она спасает Шона и Кристиана в операционной), на нём был бронежилет. Кит оказывается в морге, где Квентин приходит в себя говорит ей: Наконец-то. Почему так долго?.
- В конце эпизода, зрители видят Квентина и Кит, отдыхающих на курорте Малага в Испании. Недоброжелательные взгляды Квентина на тех, кто привлекает внимание Кит, дают понять, что возможно, последуют новые нападения со стороны брата и сестры.

## Интересные факты
- Костюм Резака состоит из моделей Prada. Чёрный свитер на молнии взят из зимней коллекции 2004 года.
- На съёмках использовали 3 ножа: острый (для сцен, в которых маньяк только замахивается рукой); тупой для сцен, где Резак наносит удары; тупой для создания эффекта кровотечения, когда нож медленно режет кожу.
- Была создана всего одна маска Резака, сделанная из фарфора и резины. Маска была очень хрупкой, и менеджер по реквизиту лично отвечал за её сохранность.[3]
- Актёр Бруно Кампос носил контактные линзы, чтобы изменить цвет глаз — это гарантировало, что зрители не догадаются, кто из персонажей является маньяком, увидев его глаза через прорези в маске.
- Джоэли Ричардсон поспорила с Бруно Кампосом на 100 долларов насчёт личности маньяка.

## Сходство с реальными событиями
- Тактика Резака напоминает известную американскую городскую легенду Smiley Gang, рассказывающую о группе из 6 маньяков, которые предлагали своим жертвам выбор: быть изнасилованными или носить вечную маску. Эта байка наделала в своё время немало шума, наведя панику среди подростков и их родителей в Нидерландах и Бельгии в 2003 году.[4] Основная разница в том, что Резак не оставлял своим жертвам выбора.
- На Хэллоуин 2005 года Питер Браунштайн признал себя виновным в нападении и изнасиловании женщины. Власти предполагали, что преступник имитировал действия маньяка из сериала. Его задержали 16 декабря 2005 года.[5]